# Notomys amplus
Notomys amplus är en utdöd däggdjursart som beskrevs av Charles Walter Brazenor 1936. Notomys amplus ingår i släktet hoppråttor och familjen råttdjur. IUCN kategoriserar arten globalt som utdöd. Inga underarter finns listade i Catalogue of Life.
Arten förekom i torra landskap i centrala Australien. Regionen bildas av halvöknar med gräs och av buskskogar.
Denna gnagare var med en vikt av cirka 100 g betydlig större än andra släktmedlemmar. Den hade brunaktig päls på ovansidan. Svansen var ungefär lika lång som huvud och bål tillsammans.
Innan Notomys amplus dog ut hittades bara två levande exemplar och rester av artens skelett som fanns i ugglornas spybollar.